# Oecetis pechana
Oecetis pechana là một loài Trichoptera trong họ Leptoceridae. Chúng phân bố ở miền Australasia.